# مارک گارمولویچ
مارک گارمولِویچ (به لهستانی: Marek Garmolewicz) (زادهٔ ۲۲ ژانویهٔ ۱۹۶۸) کشتی‌گیر بازنشستهٔ اهل لهستان است که در دسته‌های سنگین‌وزن و فوق سنگین‌وزن کشتی آزاد رقابت می‌کرد. او برندهٔ یک مدال نقره (۱۹۹۸) و یک مدال برنز (۱۹۹۹) از مسابقات قهرمانی کشتی جهان و همچنین سه مدال طلا (۱۹۹۴، ۱۹۹۶، ۲۰۰۰) و دو نقره (۱۹۹۷‌، ۱۹۹۸) از مسابقات قهرمانی کشتی اروپا است. گارمولویچ در بازی‌های المپیک ۱۹۹۶ آتلانتا و ۲۰۰۰ سیدنی حضور داشت که به ترتیب به مقام‌های پنجم و چهارم دست یافت.